# Luigi Pasinetti
Luigi L. Pasinetti (12 septembre 1930 - 31 janvier 2023) est un économiste italien de l'école post-keynésienne. Considéré comme l'héritier des « keynésiens de Cambridge » et un élève de Piero Sraffa et de Richard Kahn, avec eux et avec Joan Robinson, Pasinetti est l'un des membres éminents du côté britannique de la controverse des deux Cambridge sur le capital. Ses contributions à l’économie comprennent le développement des fondements analytiques de l’économie néo-ricardienne, y compris la théorie de la valeur et de la distribution, ainsi que des travaux dans la lignée de la théorie kaldorienne de la croissance et de la distribution des revenus. Il a également contribué à la théorie du changement structurel et de la croissance économique, de la dynamique économique structurelle et du développement sectoriel inégal.

## Biographie
Pasinetti est né le 12 septembre 1930 à Zanica, près de Bergame dans le nord de l'Italie. Il commence ses études d'économie à l'Université Catholique de Milan, où il obtient son diplôme de « laurea » en 1954. Le mémoire qu'il présente porte sur les modèles économétriques appliqués à l'analyse du cycle économique. Il obtient plusieurs bourses d'études supérieures qui lui permettent d'accéder à l'Université de Cambridge, en Angleterre (1956 et 1958), à l'Université de Harvard, aux États-Unis (1957) et à l'Université d'Oxford, en Angleterre (1959) pour ses études supérieures. En 1960, le Nuffield College d'Oxford lui accorde une bourse de recherche dont il bénéficie jusqu'en 1962, année où il part pour l'université de Cambridge, appelé là-bas par l'économiste Lord Richard Kahn.
En 1960-1961, Pasinetti devient fellow du King's College. En 1973, il est nommé lecteur à Cambridge, poste qu'il conserve jusqu'à son retour à l'Université catholique de Milan en 1976. En mars 1963, il a obtenu son doctorat de l'Université de Cambridge avec une thèse sur « Un modèle multisectoriel de croissance économique ». Cette thèse constitue le cœur de ce qui deviendra en 1981 l’un de ses livres les plus complets : Structural change and economic growth (Changement structurel et croissance économique). En 1964, il est nommé professeur d'économétrie à l'Université Cattolica et en 1981 professeur titulaire d'analyse économique. Il voyage donc à cette époque fréquemment entre Cambridge et Milan.
En 1971 et en 1975, il est professeur invité à l'Université de Columbia ainsi qu'en 1979 à l'Institut indien de statistique de Calcutta et à la Delhi School of Economics.

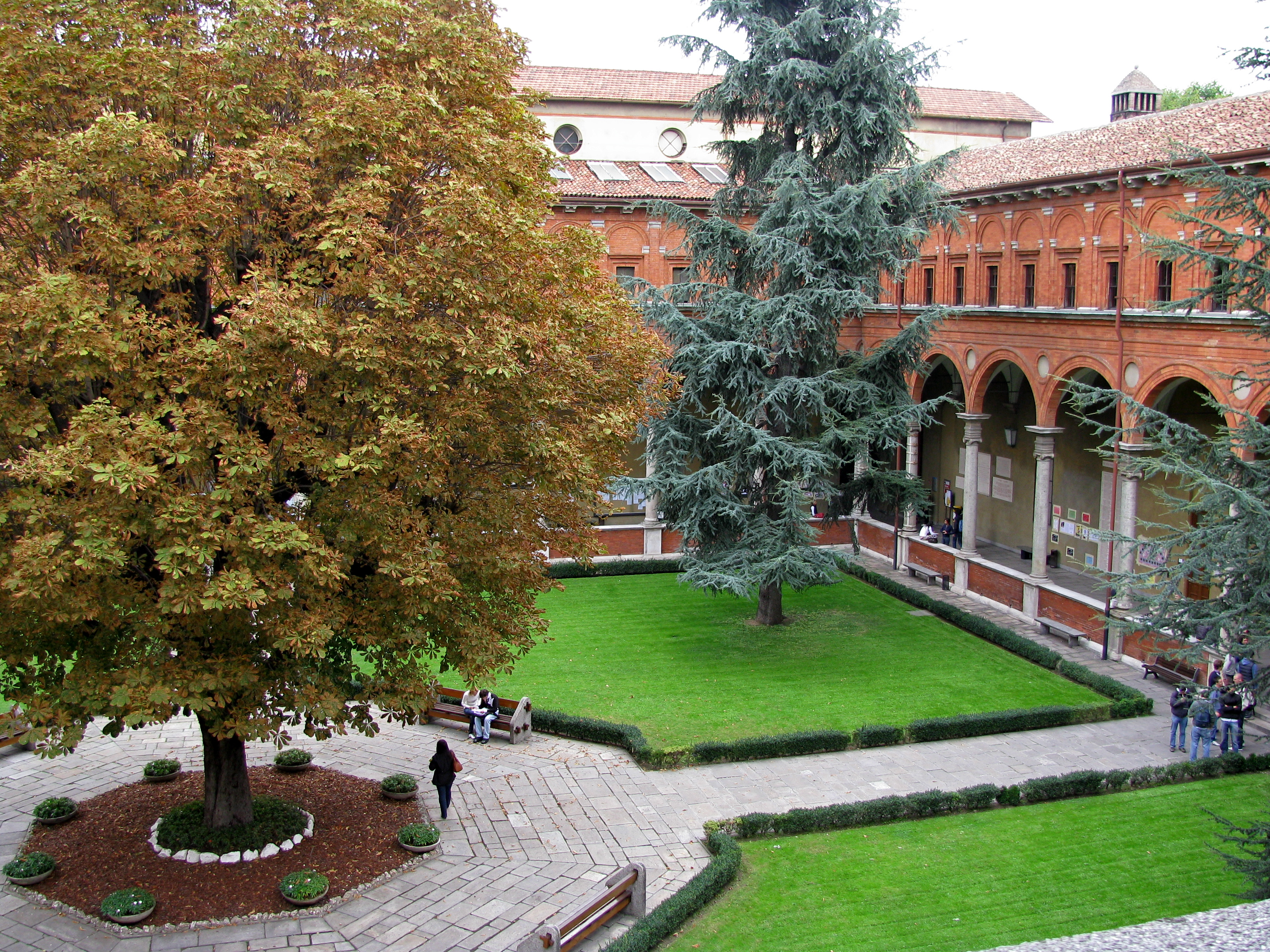
L'Université catholique de Milan, où Pasinetti a passé la majeure partie de sa vie académique.

Pasinetti meurt à Milan le 31 janvier 2023, à l'âge de 92 ans.

## Apports théoriques

### Lacontroverse sur la théorie du capital
Il est l'un des participants majeurs de cette controverse, du côté britannique. Parmi ses contributions, dans un article de 1977, il refuse l'interprétation courante du théorème de non substitution de Samuelson.

### Œuvres de Luigi Pasinetti
- Pasinetti, L. [1960], "A Mathematical Formulation of the Ricardian System", in The Review of Economic Studies, 1959–60, vol.27, pp. 78–98.
- Pasinetti, L. [1962], ‘Rate of profit and Income Distribution in Relation to the Rate of Economic Growth’, Review of Economic Studies, XXIX (4), October, 267-279.
- Pasinetti, L. [1965], "Causalità e interdipendenza nell'analisi econometrica e nella teoria economica", in: Annuario dell'Università Cattolica del S. Cuore, 1964–65, Milan: Vita e Pensiero, pp. 233–250.
- Pasinetti, L. [1965], "A New Theoretical Approach to the Problems of Economic Growth", in: Pontificiæ Academiæ Scientiarum Scripta Varia, n.28; Proceedings of a Study Week on "The Econometric Approach to Development Planning", Vatican City, 1963. Reprinted by: North Holland Publ. Co, 1965: Amsterdam, pp. 572–696.
- Pasinetti, L. [1966], "New Results in an Old Framework: Comment on Samuelson and Modigliani", in The Review of Economic Studies, vol.33, n.4, pp. 303–306.
- Pasinetti, L. [1966], "Changes in the Rate of Profit and Switches of Techniques" (leading article of "Paradoxes in Capital Theory: A Symposium"), in The Quarterly Journal of Economics, vol.80, pp. 503–517.
- Pasinetti, L. [1969], "Switches of Techniques and the "Rate of Return" in Capital Theory", in The Economic Journal, vol.79, pp. 508–531.
- Pasinetti, L. [1973], "The Notion of Vertical Integration in Economic Analysis", in: Metroeconomica, vol.25, pp. 1–29. Reprinted in: L. Pasinetti (ed.), Essays on the Theory of Joint Production, London: Macmillan; and New York: Columbia University Press, 1980, pp. 16–43.
- Pasinetti, L. [1974], Growth and Income Distribution - Essays in Economic Theory, Cambridge: Cambridge University Press. Translations: Italian: Sviluppo Economico e Distribuzione del Reddito, Bologna: Il Mulino, 1977; Spanish: Crecimiento económico y distribución de la renta - Ensayos de teoría económica, Madrid: Alianza Editorial, 1978; Portuguese: Rio de Janeiro, 1979; Japanese: Tokyo, 1985.
- Pasinetti, L. [1977],"On 'Non-substitution' in Production Models", in Cambridge Journal of Economics, vol.1, pp. 389–394.
- Pasinetti, L. [1977], Lectures on the theory of production, MacMillan. Italian version: Contributi alla teoria della produzione congiunta, Il Mulino Bologna, 1974, Translations: Spanish: Aportaciones a la teoría de la producción conjunta, México City, Mexico: Fondo de Cultura Económica/Serie de Economía, 1986; Japanese: Tokyo, 1989.
- Pasinetti, L. [1980], Essays on the Theory of Joint Production, London: Macmillan, and New York: Columbia University Press.
- Pasinetti, L. [1981], "On the Ricardian Theory of Value: A Note", in: The Review of Economic Studies, vol.48, pp. 673–675.
- Pasinetti, L. [1981], Structural Change and Economic Growth: a Theoretical essay on the dynamics of the wealth of nations, Cambridge University Press. Italian version: Dinamica strutturale e sviluppo economico - Un'indagine teorica sui mutamenti nella ricchezza delle nazioni, Turin: U.T.E.T., 1984. Translations: Spanish: Cambio estructural y crecimiento económico, Madrid: Ediciones Pirámide, S.A., 1985; Japanese: Tokyo, 1983.
- Pasinetti, L. [1986], "Theory of Value - A Source of Alternative Paradigms in Economic Analysis", in: Mauro Baranzini and Roberto Scazzieri eds., Foundations of Economics - Structures of Inquiry and Economic Theory, Oxford: Basil Blackwell, pp. 409–431
- Pasinetti, L. [1988], "Growing Sub-systems, Vertically Hyper-integrated Sectors and the Labour Theory of Value", in Cambridge Journal of Economics, vol.12, pp. 125–134.
- Pasinetti, L. [1988], "Technical Progress and International Trade", in Empirica, vol.15, pp. 139–147.
- Pasinetti, L. [1989], "Ricardian Debt/Taxation Equivalence in the Kaldor Theory of Profits and Income Distribution", Cambridge Journal of Economics, vol.13, pp. 25–36.
- Pasinetti, L. [1993], Structural Economic Dynamics - A theory of the economic consequences of human learning, Cambridge: Cambridge University Press. Italian version: Dinamica economica strutturale. - Un'indagine teorica sulle conseguenze economiche dell'apprendimento umano, Bologna: Il Mulino, 1993; Japanese translation: Tokyo, 1998.
- Pasinetti, L. [1998], "The myth (or folly) of the 3% deficit-GDP Maastricht ‘parameter’", in Cambridge Journal of Economics, vol.22, pp. 103-116.
- Pasinetti, L. [2003], Letter to the Editor, in: "Comments – Cambridge Capital Controversies", in Journal of Economic Perspectives, Fall 2003, vol. 17, n. 4, pp. 227–8. (A comment on Avi J. Cohen and Geoffrey Harcourt's "Cambridge Capital Theory Controversies" in Journal of Economic Perspectives, Winter 2003, vol. 17, n. 1, pp. 199–214).
- Pasinetti, L. [2007], Keynes and the Cambridge Keynesians: A ‘Revolution in Economics’ to be Accomplished, Cambridge University Press. Italian version: Keynes e i Keynesiani di Cambridge. Una ‘rivoluzione in economia’ da portare a compimento, Laterza, 2010.

### Autres sources
- Arestis, P. and Sawyer, M. (eds.) [2000], A Biographical Dictionary of Dissenting Economists, Edward Elgar, second edition.
- Baranzini Mauro and Harcourt Geoffrey C. [1993], The Dynamics of the Wealth of Nations, Macmillan, London.
- Blaug, M. [1985], Great Economists since Keynes, Wheatseaf Books.
- Blaug, M. (1999), Who's who in economics, Edward Elgar, third edition.
- Cohen A. and Harcourt G. [2003], "Whatever Happened to the Cambridge Capital Theory controversies?", The Journal of Economic Perspectives, vol.17, no.1, pp. 199–214.
- Fleck, F. H. and Domenghino, C. M. [1987], "Cambridge (UK) versus Cambridge (Mass.): a Keynesian solution of the ‘Pasinetti Paradox’, Journal of Post-Keynesian Economics, vol. X, pp. 22–36.
- Kaldor, N. [1956], Alternative Theories of Distribution, Review of Economic Studies, vol. 23, pp. 83–100.
- Kaldor, N. [1966], "Marginal Productivity and the Macroeconomic Theories of Distribution: Comment on Samuelson and Modigliani", Review of Economic Studies, XXXIII, October, pp. 309–19.
- Harcourt, G. and Laing N. (eds.) [1971], Capital and Growth, Penguin Modern Economics Readings.
- Harcourt, N [1975], Some Cambridge Controversies in the Theory of Capital, Cambridge University Press.
- Leijonhuvfud, A. [2007], Between Keynes and Sraffa: Pasinetti on the Cambridge School.
- Meade, J. E. [1966], "The Outcome of the Pasinetti-process": A Note", Economic Journal, vol.76, 1966, pp. 161–165.
- Panico, C. and Salvadori, N. (eds.) [1993], Post Keynesian Theory of Growth and Distribution, Edward Elgar.
- Robinson, J. [1953-1954], "The Production Function and the Theory of Capital", Review of Economic Studies, vol.21, pp. 81–106.
- Samuelson, P. A. and Modigliani, F. [1966], "The Pasinetti Paradox in Neoclassical and More General Models", The Review of Economic Studies, pp. 269–301.
- Scazzieri, R. [1983], "Economic dynamics and Structural Change: A Comment on Pasinetti", Rivista Internazionale di Scienze Economiche e Commerciali, 30, pp. 597–611.
- Steedman, I. [1972], "The State and the Outcome of the Pasinetti Process, Economic Journal, 82, December, pp. 1387-95.
- Teixeira, J.R., [1998], ‘Luigi L. Pasinetti’ in: Ferdinando Meacci (ed.), Italian Economists of the 20th Century, Edward Elgar, Cheltenham, UK, pp. 272–294.